# 中国人民解放军军事科学院防化研究院
中国人民解放军军事科学院防化研究院，位于北京市昌平区阳坊镇驻跸山石鹰头下，是中国人民解放军军事科学院的研究院之一，是中国人民解放军唯一的防化武器装备综合性科研机构。

## 简介
1954年10月1日，化学防护研究所正式成立，该所主要研究防化学、防原子、防细菌装备技术。1956年5月，改为中国人民解放军防化学部化学防护研究所。1957年5月，改为中国人民解放军防化学兵部科学研究所，办公地点位于北京市海淀区花园路五道庙甲一号。1959年9月，改为中国人民解放军防化学兵科学研究所。1961年11月，防化学兵科学研究所扩建成为中国人民解放军防化学兵科学技术研究院。1964年3月，任命吴克之为院长，并任命各部部长、副部长及第一至第五研究所所长、政委、副所长、副政委，除第一研究所在海淀区花园路五道庙甲一号外，院机关及其他研究所迁至北京市昌平县阳坊镇原防化学兵学校旧址。1969年10月，撤销防化学兵科学技术研究院，改为中国人民解放军总参谋部防化学技术研究所。1979年4月，成立防化研究院临时筹备领导小组，成员包括王学千、李震、冯捷、刘忠义、葛才夫（后增加王裕谷、许兴栋）。1980年6月，撤销防化研究院，整编为第一防化研究所、第二防化技术研究所。1981年3月，恢复中国人民解放军防化研究院。1985年，防化研究院降为副军级单位。
1998年，中国人民解放军总装备部成立，防化研究院由总参谋部转隶总装备部。2015年12月，中国人民解放军陆军领导机构成立，防化研究院转隶中国人民解放军陆军。
防化研究院自成立以来，先后研制出中国人民解放军第一台防化装备“石鹰一号”侦毒器，装甲型防化侦察车，核爆监测系统，车载式发烟机，轻便透气防毒服等等，并在战场防化指挥控制系统、多功能烟火施放系统、防护新材料技术、毒剂远距离监测技术、核监测技术、单兵防护、导电纤维弹等防化新概念项目上取得突破。
2017年7月19日，新调整组建的军事科学院、国防大学、国防科技大学成立大会暨军队院校、科研机构、训练机构主要领导座谈会在北京八一大楼举行，中共中央总书记、国家主席、中央军委主席习近平向军事科学院、国防大学、国防科技大学授军旗、致训词，出席座谈会并发表讲话。防化研究院并入新调整组建的军事科学院，成立中国人民解放军军事科学院防化研究院，成为军事科学院8个研究院之一。

## 历任领导
中国人民解放军防化研究院
| 院长 - 李洪基（1954年10月—1956年5月，化学防护研究所负责人） - 黄新民（1954年10月—1956年5月，化学防护研究所负责人） - 徐行上校（1956年5月—1957年5月，防化学部化学防护研究所所长） - 徐行上校（1957年5月—1959年9月，防化学兵部科学研究所所长） - 徐行上校（1959年9月—1961年11月，防化学兵科学研究所所长） - 徐行上校（1961年11月—1964年3月，防化学兵科学技术研究院副院长主持工作） - 吴克之少将（1964年3月—1969年10月，防化学兵科学技术研究院院长） - 冯伦（1969年10月—1977年，总参谋部防化学技术研究所所长） - 方寿山（1977年—？，总参谋部防化学技术研究所所长） - 李震（？—1979年春，总参谋部防化学技术研究所所长） - 李震（1980年6月—1981年3月，第一防化研究所所长） - 端容（1980年6月—1981年3月，第二防化研究所所长） - 卞克强（1981年3月—？） - 端容（？—1985年） - 高方少将（1985年—？） - 陆勇翔少将（1990年—1992年） - 石洪祥少将（1992年9月—1998年12月） - 曹保榆少将（？—？） - 梁坚少将（？—2008年） - 刘宝清少将（2008年—2012年） - 郭东风少将（2012年—2016年） - 王锋少将（2016年—2017年） | 政治委员 - 陈飞（1956年5月—1957年5月，防化学部化学防护研究所政委） - 陈飞（1957年5月—1959年9月，防化学兵部科学研究所政委） - 陈飞（1959年9月—1961年11月，防化学兵科学研究所政委） - 曾宪池少将（1961年11月—1969年10月，防化学兵科学技术研究院政委） - 李永凯（1969年10月—1977年，总参谋部防化学技术研究所政委） - 刘忠义（1977年—1979年春，总参谋部防化学技术研究所政委） - 刘忠义（1980年6月—1981年3月，第一防化研究所政委） - 王健（1980年6月—1981年3月，第二防化研究所政委） - 王学千（1981年3月—1985年） - 陈冀胜（1985年—？） - 孙昌军少将（？—？） - 丁荣杰少将（？—？） - 高文江少将（？—？） - 项玉才少将（？—1999年6月） - 崔玉山少将（2001年—2004年） - 赵林少将（2004年—2010年） - 冯建华少将（2010年—2011年） - 何德禄少将（2011年—2014年） - 孙建新少将（2014年—2017年） |

中国人民解放军军事科学院防化研究院
| 院长 - [[]] 少将（2017年7月—） 副院长 | 政治委员 - [[]] 少将（2017年7月—） 副政治委员 |